# 29 септември
29 септември е 272-рият ден в годината според григорианския календар (273-ти през високосна година). Остават 93 дни до края на годината.

## Събития
- 480 пр.н.е. – Гръко-персийски войни: Състои се Битката при Саламин, в която гръцката флота под ръководството на Темистокъл побеждава персийската флота, командвана от Ксеркс I.
- 1515 г. – Швейцария подписва така наречения „Вечен мир“ с Франция.
- 1829 г. – Създадена е първата съвременна полиция в света – Metropolitan Police в Лондон (известна още като Скотланд Ярд), от Робърт Пийл.
- 1911 г. – Итало-турска война: Италия обявява война на Османската империя.
- 1913 г. – Подписан е Цариградският договор между Царство България и Османската империя.
- 1913 г. – Френският авиатор Морис Прево установява световен рекорд със самолет моноплан Депердюсен Монокок със скорост 200 km/h, което постижение остава ненадминато в следващите 10 години.
- 1918 г. – Първа световна война: подписва се Солунското примирие между Царство България и Антантата.
- 1930 г. – Джордж Бърнард Шоу отказва да приеме титлата пер.
- 1938 г. – Обединеното кралство, Франция, Нацистка Германия и Италия подписват Мюнхенското споразумение, което позволява на Германия да окупира Судетската област в Чехословакия.
- 1941 г. – Втора световна война: Германски Айнзацгрупи избиват за два дни 33 771 цивилни граждани, предимно евреи, при Бабин Яр край Киев в Украйна.
- 1951 г. – Открит е нов естествен спътник на Юпитер – Ананке.
- 1954 г. – 12 страни подписват конвенция, с която се създава CERN (Европейски съвет за ядрени изследвания).
- 1960 г. – Студената война: Съветският ръководител Никита Хрушчов прекъсва заседание на Общото събрание на ООН със серия от гневни изблици.
- 1962 г. – Изстрелян е изкуственият спътник Алует 1 – първият изкуствен спътник на Канада и първият, който не е управляван от СССР или САЩ.
- 1965 г. – Открит е вторият участък от Автомагистрала А6 в Италия.
- 1970 г. – Народна република България подписва спогодба за икономическо и техническо сътрудничество в областта на нефта с Ирак.
- 1971 г. – Оман се присъединява към Арабската лига.
- 1984 г. – Открит е Олимпийският стадион в Сеул, Южна Корея.
- 1988 г. – НАСА изстрелва космическата совалка Дискавъри, за първи път след катастрофата на Чалънджър.

## Родени
- 106 пр.н.е. – Помпей Велики, римски държавник и пълководец († 48 пр.н.е.)
- 1518 г. – Якопо Тинторето, италиански художник, маниерист († 1594 г.)
- 1547 г. – Мигел де Сервантес, испански романист, драматург и поет († 1616 г.)
- 1573 г. – Микеланджело да Караваджо, италиански художник († 1610 г.)
- 1632 г. – Жан-Батист Люли, френски бароков композитор († 1687 г.)
- 1703 г. – Франсоа Буше, френски художник († 1770 г.)
- 1725 г. – Робърт Клайв, британски офицер († 1774 г.)
- 1743 г. – Робърт Якоб Гордън, нидерландски офицер († 1795 г.)
- 1747 г. – Юзеф Вибицки, полски писател и политик († 1822 г.)
- 1758 г. – Хорацио Нелсън, британски адмирал († 1805 г.)
- 1765 г. – Карл Лудвиг Хардинг, германски астроном († 1834 г.)
- 1804 г. – Михаил Чайковски, полски патриот и писател († 1886 г.)
- 1820 г. – Анри V, крал на Франция († 1883 г.)
- 1832 г. – Йоахим Опенхайм, еврейски равин († 1891 г.)
- 1843 г. – Михаил Скобелев, руски генерал († 1882 г.)
- 1858 г. – Вела Благоева, българска социалистка († 1921 г.)
- 1864 г. – Мигел де Унамуно, испански философ († 1936 г.)
- 1867 г. – Валтер Ратенау, германски индустриалец († 1922 г.)
- 1881 г. – Лудвиг фон Мизес, американски икономист († 1973 г.)
- 1882 г. – Пандо Кляшев, български революционер († 1907 г.)
- 1887 г. – Тачо Хаджистоенчев, български революционер († 1952 г.)
- 1888 г. – Янина Поражинска, полска писателка, поетеса и преводачка († 1971 г.)
- 1898 г. – Стефан Илчев, български езиковед († 1983 г.)
- 1898 г. – Трофим Лисенко, украински агроном († 1976 г.)
- 1899 г. – Евгений Габрилович, руски сценарист († 1993 г.)
- 1901 г. – Енрико Ферми, италиански физик, Нобелов лауреат († 1954 г.)
- 1904 г. – Гриър Гарсън, американска актриса († 1996 г.)
- 1904 г. – Николай Островски, съветски писател († 1936 г.)
- 1908 г. – Хайман Спотниц, американски психоаналитик († 2008 г.)
- 1912 г. – Микеланджело Антониони, италиански режисьор, писател и художник († 2007 г.)
- 1913 г. – Силвио Пиола, италиански футболист († 1996 г.)
- 1913 г. – Стенли Крамър, американски режисьор и продуцент († 2001 г.)
- 1928 г. – Уве Бергер, германски поет († 2014 г.)
- 1930 г. – Ричард Бонинг, австралийски диригент и пианист
- 1931 г. – Джеймс Кронин, американски физик, Нобелов лауреат († 2016 г.)
- 1933 г. – Янаки Градев, български общественик († 2013 г.)
- 1934 г. – Джери Лий Люис, американски певец († 2022 г.)
- 1935 г. – Милен Дьомонжо, френска актриса († 2022 г.)
- 1936 г. – Силвио Берлускони, италиански политик и бизнесмен († 2023 г.)
- 1941 г. – Любомир Бъчваров, български актьор
- 1943 г. – Волфганг Оверат, германски футболист
- 1943 г. – Лех Валенса, полски политик, Нобелов лауреат
- 1944 г. – Георги Бахчеванов, български актьор († 1992 г.)
- 1944 г. – Христо Кирчев, български политик
- 1945 г. – Милан Миланов, български лекар и политик
- 1949 г. – Евгени Ерменков, български шахматист
- 1949 г. – Йоргос Даларас, гръцки певец
- 1950 г. – Лорета Годжи, италианска певица, актриса и тв водеща
- 1951 г. – Андрес Кайседо, колумбийски писател († 1977 г.)
- 1953 г. – Майкъл Толбот, американски писател († 1992 г.)
- 1956 г. – Себастиан Коу, британски лекоатлет
- 1968 г. – Алекс Сколник, американски китарист
- 1969 г. – Адалберт Зафиров, български футболист
- 1969 г. – Ивица Вастич, австрийски футболист
- 1976 г. – Андрий Шевченко, украински футболист
- 1980 г. – Закари Леви, американски актьор

## Починали
- 855 г. – Лотар I, франкски крал (* 795 г.)
- 1186 г. – Гийом от Тир, архиепископ на Тир (* 1130 г.)
- 1560 г. – Густав I, крал на Швеция (* 1496 г.)
- 1802 г. – Аугуст Бач, германски миколог (* 1761 г.)
- 1833 г. – Фернандо VII, крал на Испания (* 1784 г.)
- 1882 г. – Мария-Пия Бурбонска, херцогиня на Парма и Пиаченца (* 1849 г.)
- 1902 г. – Емил Зола, френски писател и критик (* 1840 г.)
- 1905 г. – Георги Миркович, български революционер (* 1826 г.)
- 1912 г. – Тодор Лазаров, български революционер (* 1869 г.)
- 1916 г. – Владимир Мусаков, български писател (* 1887 г.)
- 1925 г. – Леон Буржоа, френски политик (* 1851 г.)
- 1927 г. – Вилем Ейнтховен, нидерландски физиолог, Нобелов лауреат (* 1860 г.)
- 1930 г. – Иля Репин, руски художник (* 1844 г.)
- 1933 г. – Стоян Мандалов, български революционер (* 1897 г.)
- 1937 г. – Тодор Шикалев, български революционер (* ? г.)
- 1940 г. – Едуар Клапаред, швейцарски невролог (* 1873 г.)
- 1940 г. – Никола Начов, български писател и учен (* 1859 г.)
- 1944 г. – Иван Ингилизов, български революционер (* 1882 г.)
- 1944 г. – Коста Николов (офицер), български военен деец (* 1873 г.)
- 1973 г. – Уистън Хю Одън, англо-американски поет (* 1907 г.)
- 1981 г. – Бил Шанкли, шотландски футболист и треньор (* 1913 г.)
- 2005 г. – Генади Сарафанов, съветски космонавт (* 1942 г.)
- 2008 г. – Константин Павлов, български поет и киносценарист (* 1933 г.)
- 2009 г. – Павел Попович, съветски космонавт (* 1930 г.)
- 2010 г. – Жорж Шарпак, френски физик, Нобелов лауреат (* 1924 г.)
- 2010 г. – Тони Къртис, американски актьор (* 1925 г.)
- 2012 г. – Ебе Камарго, бразилска телевизионна водеща (* 1929 г.)
- 2012 г. – Серги Йоцов, български футболист и треньор (* 1926 г.)

## Празници
- Рипсиме
- Аржентина – Ден на изобретателя
- Световен ден на сърцето